# Davor Landeka
Davor Landeka (Posušje, 18. rujna 1984.) bosanskohercegovačko-hrvatski je nogometni trener i bivši nogometaš. Trenutačno je pomoćni trener Rijeke.
ONogometnu karijeru je započeo u Posušju. Svoje prve nogometne korake je napravio u NK Posušju, a još kao srednjoškolac uputio se u Zagreb i tamo je nastupao za kadete i juniore Dinama. Nastupao je za mladu reprezentaciju BiH. 2003. došao je na posudbu u Zrinjski, no sa Zrinjskim je potpisao ugovor 2005. i tako produžio svoj boravak u Mostaru. Sa Zrinjskim osvojio je nogometnu Premijer ligu BiH u sezoni 2004./05. Davor je svojim igrama u Zrinjskom je pokazao da je dobar vezni igrač i branič te tako zadobio povjerenje brojnih trenera koji su ga trenirali. U veljači 2008. produžio ugovor sa Zrinjskim do 2010. godine. Davor Landeka je, 4. lipnja 2008. godine, sa Zrinjskim osvojio Nogometni kup Bosne i Hercegovine. Landeka je rekorder po broju nastupa za Zrinjski
Nakon pet godina nastupanja za Zrinjski, u lipnju 2008. godine, Landeka je prešao u redove hrvatskog prvoligaša Rijeke za 650 tisuća €. Rijeka je sezonu 2008./09. završila na 3. mjestu te je tako izborila nastup u Europskoj ligi, a Davor Landeka bio je standardno dobar. Odigrao je ukupno 33 utakmice (prvenstvo i Kup), a da je bio standardan, otkriva podatak da su više minuta od njega na terenu proveli samo vezni igrač Hrvoje Štrok i napadač Ahmad Sharbini.
U lipnju 2011. godine, potpisao je trogodišnji ugovor sa švicarskim Grasshopperom, ali je već godinu kasnije, točnije 25. lipnja 2012., potpisao je NK Široki Brijeg.

## Vanjske poveznice
- Davor Landeka na Transfermarkt.com